# Patrik Karlström
Patrik Karlström, född 1964 i Uppsala är en svensk konstnär främst verksam inom fotografi och måleri.

## Biografi
Efter avslutad utbildning på Konstfack 1991 hade Patrik Karlström sin debututställning på Moderna Museet i Stockholm år 1993.

## Konstnärligt arbete
Sedan sin debututställning 1993 på Moderna museet har Patrik Karlström kontinuerligt fokuserat sin konstnärliga verksamhet på att analysera och omdefiniera det som oftast kallas marknadskommunikation eller Corporate Communication.
Karlströms utställningar har sedan debuten dels handlat om hur företag kommunicerar via deras årsredovisningar, (Serien "Policy", 1999) då konstnären valt ut bilder från företags publikationer, bilder på träd, landskap och broar och sammanlänkat dessa med det symboliska språk som ofta används inom företagskommunikation. Vidare har Patrik Karlström producerat diverse serier med stiliserade oljemålningar baserat på modeller och strategidokument från dessa företags publikationer. Karlströms arbete fortsätter att kommentera den starka symbolik storföretagen ämnar att skapa om sig själva, med ett stort mått ironi och humor. Karlström finns representerad vid Moderna museet.

## Utställningar

### Separatutställningar
2015 
- Swiss alps, Roger Björkholmen Gallery

2009 
- Waterfalls, Roger Björkholmen Gallery, Stockholm

2007 
- Visions and facts, Roger Björkholmen Gallery, Stockholm

2005 
- Roger Björkholmen Gallery, Stockholm

2004 
- Engineering for the future, Teatergalleriet, Uppsala

2002 
- Roger Björkholmen Gallery, Stockholm

2000 
- Imitating a language, Bildmuseet, Umeå, Roger Björkholmen Gallery, Stockholm